# Schizm II: Chameleon
Schizm II: Chameleon (noto anche come Mysterious Journey II) è un videogioco per PC, di tipo avventura grafica in prima persona, pubblicato nel 2003 dalla casa editrice specializzata nel settore The Adventure Company. Il gioco è il seguito di Schizm: Mysterious Journey tuttavia la trama dei due episodi è completamente slegata.

## Trama
Il protagonista del gioco è Sen Geder, un giorno egli si risveglia in una astronave completamente disabitata; subito dopo il risveglio trovo un ologramma che lo avvisa che è rimasto per 214 anni in uno stato di sonno criogenico per scontare la sua pena reo di aver distrutto il suo pianeta, tuttavia Sen non ha il minimo ricordo dei fatti, in quanto ha perso completamente la memoria.
L'astronave di Sen è inserita in una orbita che decadrà completamente in 16 giorni, pertanto Sen si deve affrettare se vuole fare chiarezza sulle sue origini.